# Euphorbia gibelliana
Euphorbia gibelliana är en törelväxtart som beskrevs av Peola. Euphorbia gibelliana ingår i släktet törlar, och familjen törelväxter. Inga underarter finns listade i Catalogue of Life.

## Bildgalleri

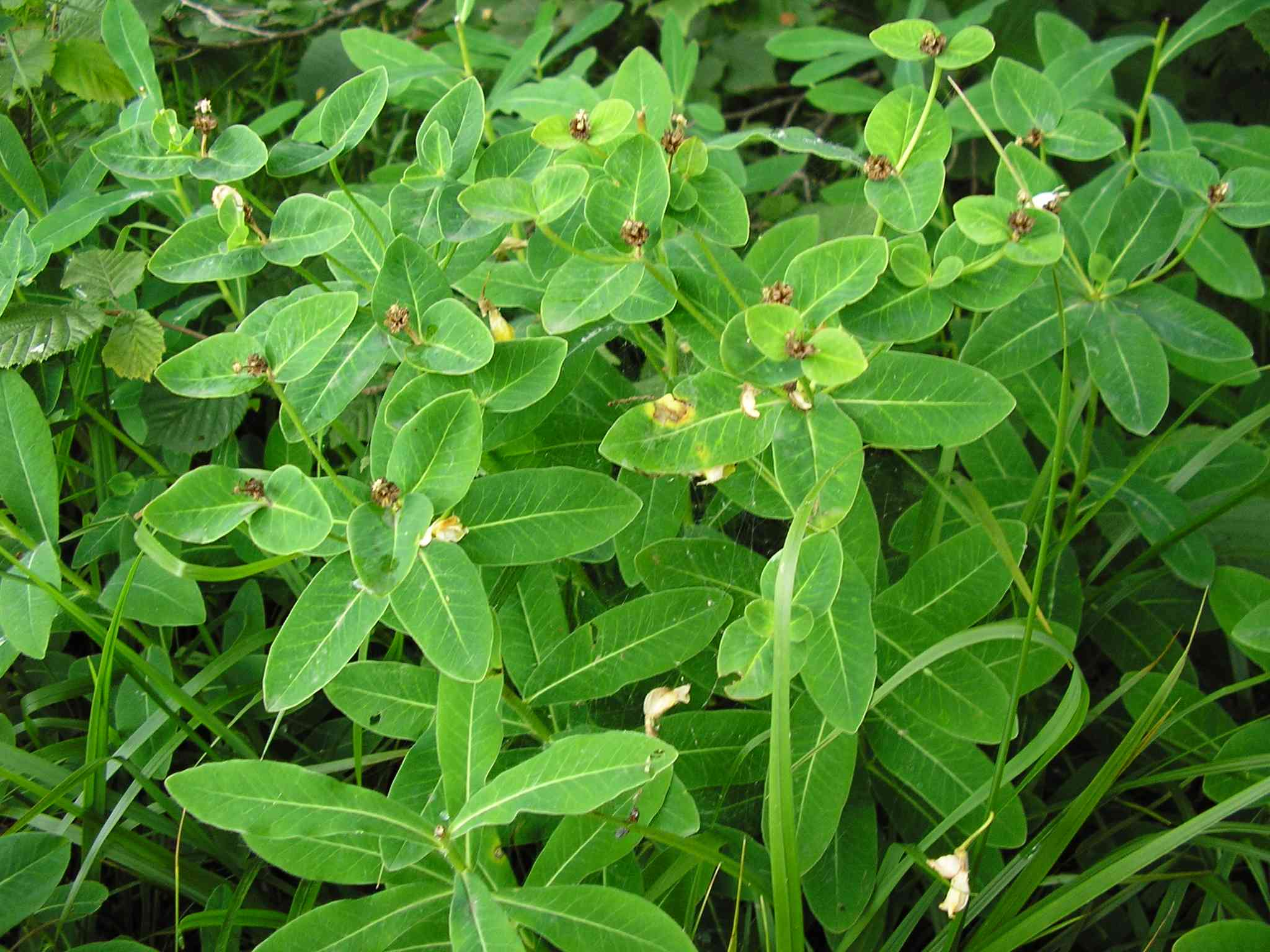